# اندرس سانتوس
اندرس سانتوس (انگلیسی: Andrés Santos؛ زادهٔ ۱۹ ژانویهٔ ۱۹۸۰) بازیکن فوتبال اهل اسپانیا است.
از باشگاه‌هایی که در آن بازی کرده‌است می‌توان به باشگاه فوتبال هرکولس، باشگاه فوتبال رئال مادرید سی، باشگاه فوتبال رئال مادرید کاستیا، باشگاه فوتبال الچه، و باشگاه ورزشی تنریف اشاره کرد.